# Paramètres orbitaux à deux lignes
| Éléments orbitaux * {\displaystyle a} le demi-grand axe de l'orbite * {\displaystyle e} l'excentricité de l'orbite * {\displaystyle i} l'inclinaison de l'orbite * {\displaystyle \Omega } la longitude du nœud ascendant * {\displaystyle \omega } l'argument du périhélie (ou du périgée, dans le cas de la Terre) * Un nombre permettant de repérer la position sur l'orbite, au choix {\displaystyle \nu } anomalie vraie, {\displaystyle E} anomalie excentrique ou {\displaystyle M} anomalie moyenne |

Les paramètres orbitaux à deux lignes, ou plus couramment en anglais Two-Line Elements, très souvent désignés par le sigle TLE, sont une représentation standardisée des paramètres orbitaux des objets en orbite terrestre. Ces éléments sont mesurés et calculés par le NORAD et la NASA, non seulement pour les satellites artificiels, mais aussi pour les débris spatiaux. Ils permettent de calculer la position des objets en orbite à tout instant car ils suivent les lois de Kepler et Newton. À cause des nombreuses perturbations dont ils font l'objet (influences de l'attraction de la Lune et du Soleil, freinage atmosphérique, vent solaire… mais aussi, les corrections volontaires d'orbite), ces paramètres doivent cependant être régulièrement mis à jour et ne sont valables que pour une période limitée. Toutes ces données sont accessibles au grand public sur le site Celestrak. Elles sont utilisées par de nombreux amateurs, observateurs de satellites ou radioamateurs. Il existe de nombreux programmes de poursuite satellite (Seesat5…) qui permettent de les exploiter et d'ainsi prédire le passage d'un satellite.
Le format date de l'époque des cartes perforées et était utilisé par un programme en Fortran d'un modèle NASA/NORAD, le SGP4 (Simplified General Perturbations Satellite Orbit Model 4). Il comprend deux lignes de 69 caractères à champs de longueur fixe. Ces paramètres reprennent l'identification de l'objet, les conditions de la mesure (date, numéro d'orbite) et les paramètres orbitaux proprement dits (six paramètres sont nécessaires pour décrire une orbite).
Ces paramètres, s'ils sont récents, permettent de localiser un objet en orbite terrestre avec une précision de l'ordre du kilomètre (à 300 kilomètres, cela fait 0,2 degré).

## Description des paramètres
L'exemple suivant est celui d'un TLE de la Station spatiale internationale (la numérotation des colonnes, en rose, ne fait pas partie du TLE).
```
ISS (ZARYA)             
1 25544U 98067A   14273.50403866  .00012237  00000-0  21631-3 0  1790
2 25544  51.6467 297.5710 0002045 126.1182  27.2142 15.50748592907666

         1         2         3         4         5         6         

123456789012345678901234567890123456789012345678901234567890123456789
```

Voici la décomposition ligne par ligne de ce TLE :
Ligne de titre
| Champ | Colonnes | Contenu          | Exemple     |
| ----- | -------- | ---------------- | ----------- |
| 1     | 01–24    | Nom du satellite | ISS (ZARYA) |

LIGNE 1
| Champ | Colonnes | Contenu                                                                          | Exemple      |
| ----- | -------- | -------------------------------------------------------------------------------- | ------------ |
| 1     | 01–01    | Numéro de ligne                                                                  | 1            |
| 2     | 03–07    | Numéro de satellite                                                              | 25544        |
| 3     | 08–08    | Classification (U=Non-classifié)                                                 | U            |
| 4     | 10–11    | Identifiant COSPAR (Deux derniers chiffres de l'année de lancement)              | 98           |
| 5     | 12–14    | Identifiant COSPAR (Numéro de lancement dans l'année)                            | 067          |
| 6     | 15–17    | Identifiant COSPAR (Identifiant d'objet du lancement)                            | A            |
| 7     | 19–20    | Époque du moment de la mesure (Deux derniers chiffres de l'année)                | 08           |
| 8     | 21–32    | Époque du moment de la mesure (jour de l'année et portion fractionnelle du jour) | 264.51782528 |
| 9     | 34–43    | Dérivée première du moyen mouvement, divisée par 2                               | −.00002182   |
| 10    | 45–52    | Dérivée seconde du moyen mouvement, divisée par 6 (après la virgule)             | 00000-0      |
| 11    | 54–61    | Coefficient de trainée BSTAR (après la virgule)                                  | -11606-4     |
| 12    | 63–63    | 0 (à l'origine, le "Type d'éphéméride")                                          | 0            |
| 13    | 65–68    | Numéro de TLE. Incrémenté quand un nouveau TLE est créé pour cet objet.          | 292          |
| 14    | 69–69    | Somme de contrôle (modulo 10)                                                    | 7            |

LIGNE 2
| Champ | Colonnes | Contenu                                 | Exemple     |
| ----- | -------- | --------------------------------------- | ----------- |
| 1     | 01–01    | Numéro de ligne                         | 2           |
| 2     | 03–07    | Numéro de satellite                     | 25544       |
| 3     | 09–16    | Inclinaison (°)                         | 51.6416     |
| 4     | 18–25    | Longitude du nœud ascendant (°)         | 247.4627    |
| 5     | 27–33    | Excentricité (après la virgule)         | 0006703     |
| 6     | 35–42    | Argument du périastre (°)               | 130.5360    |
| 7     | 44–51    | Anomalie moyenne (°)                    | 325.0288    |
| 8     | 53–63    | Moyen mouvement (révolutions par jour)  | 15.72125391 |
| 9     | 64–68    | Nombre de révolutions à l'époque donnée | 56353       |
| 10    | 69–69    | Somme de contrôle (modulo 10)           | 7           |

## Exemple et interprétation
Parmi les débris spatiaux, la trousse à outils perdue le 18 novembre 2008 par Heidemarie Stefanyshyn-Piper (STS-126) lors d'une sortie extravéhiculaire a aussi son TLE :
```
ISS DEB [TOOLBAG]       
1 33442U 98067BL  09215.54829407  .13008691  12713-4  15349-3 0  3986
2 33442 051.6268 036.9885 0007699 292.6234 072.1768 16.49476607 40751

         1         2         3         4         5         6         

123456789012345678901234567890123456789012345678901234567890123456789
```

Ce genre de TLEs permet aux amateurs de retrouver dans le ciel et photographier ce petit objet de magnitude 6 (8?).
Afin de pouvoir déterminer la position d'un objet à T+1, il faut connaître 6 paramètres à l'instant T. Par exemple, sa position (x,y,z) et sa vitesse (x',y',z'). Les TLEs utilisent un autre référentiel :
moyen mouvement et excentricitéle moyen mouvement, exprimé en révolutions par jour (paramètre 2.8) et l'excentricité (paramètre 2.5) fixent la taille et la forme de l'ellipse,
nœud ascendant, inclinaison et position du périgéele nœud ascendant (paramètre 2.4), l'inclinaison (paramètre 2.3) et la position du périgée (paramètre 2.6) positionnent l'ellipse dans l'espace,
anomalie moyennel'anomalie moyenne positionne l'objet sur l'orbite.
l'instant de la mesureannée, jour et partie décimale du jour (paramètres 1.7 et 1.8)
D'autres paramètres affinent le modèle
coefficient de traînée(paramètre 1.11)
les dérivées première et seconde de la vitesseelles donnent une indication sur la manière dont évolue l'orbite à la suite du freinage atmosphérique (paramètres 1.9 et 1.10). NB : la première est divisée par 2 et la seconde par 6,.